# Пікіне
Пікі́не (фр. Pikine) — місто в західній частині Сенегалу в однойменному департаменті області Дакар.

## Історія
Пікіне був заснований в 1952 році французькою колоніальною адміністрацією як місто-супутник столиці Сенегалу Дакара. У колоніальний період сюди було переміщено населення бідних районів Дакару в рамках проектів міського розвитку.

## Географія
Найближчі населені пункти: Таунде-Ндаргу, Даліфор, Ханн-Маунтін, Дагудане Пікіне, Гуїнан-Рейлс та Тьярьє-сюр-Мер.

## Населення
За даними на 2013 рік чисельність населення міста складала 1 170 791 чоловік.
| рік перепису | населення |
| ------------ | --------- |
| 1955         | 7 600     |
| 1960         | 71 780    |
| 1976         | 298 661   |
| 1988         | 622 172   |
| 2002         | 768 826   |
| 2013         | 1 170 791 |

## Економіка

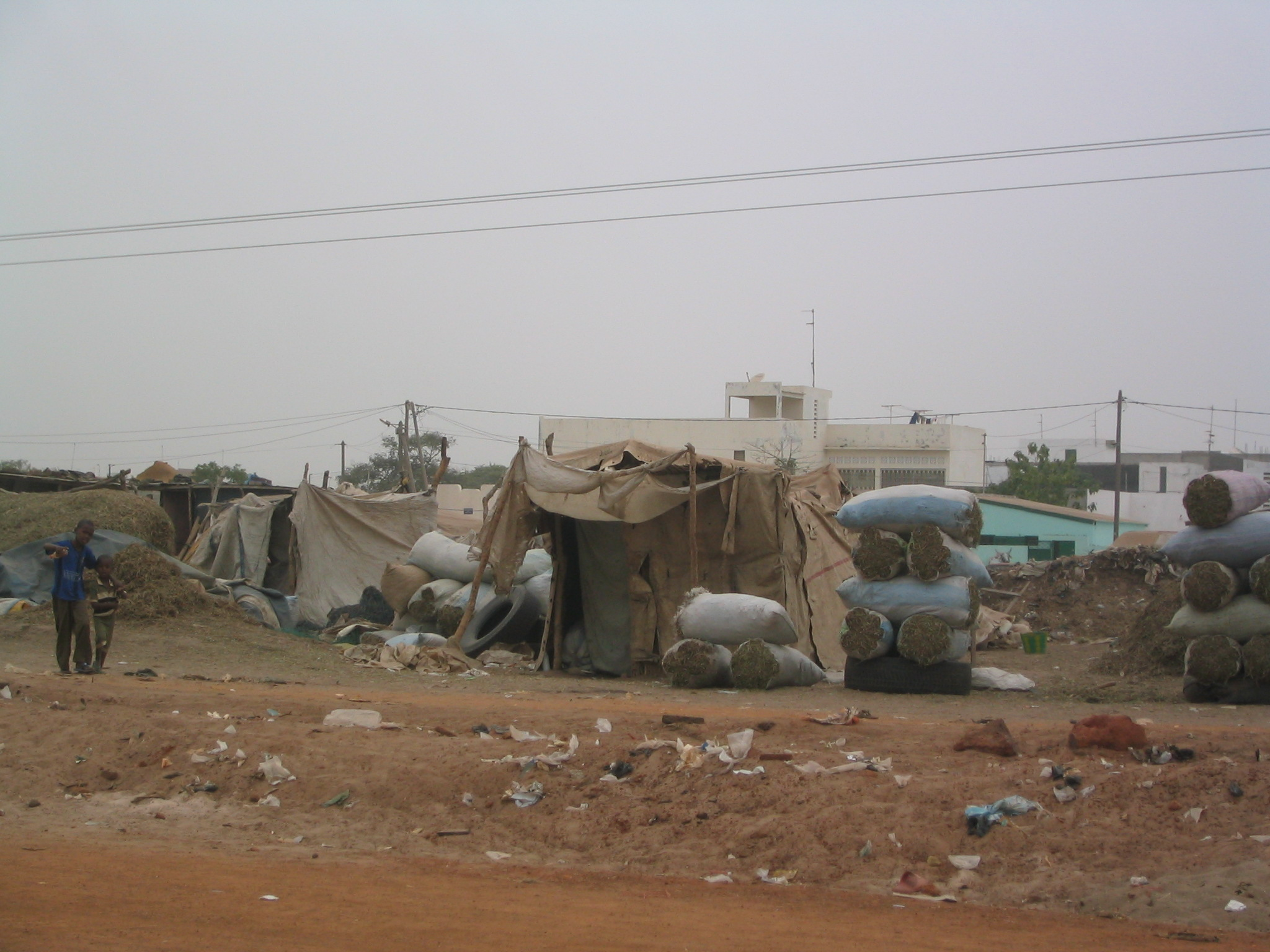
Фуражний ринок біля автодороги Тієс—Дакар

Місто знаходиться від Дакара за 15 хвилин їзди на машині. Пікіне часто є місцем для людей з внутрішніх районів країни, які приїжджають, щоб знайти роботу в столиці.
У Пікіне розташовані найбільша виробнича компанія Хімічна індустрія Сенегалу (ICS), а також інші компанії, що спеціалізуються на текстилі та деревообробці. Тут знаходиться головний м'ясопереробний центр Сенегалу (SOSEDAS) та найбільший центральний ринок для риби. На північному заході міста розташований садівничий район Гран-Ньє-де-Пікіне.

## Спорт
У місті є футбольний клуб вищої 1-ї ліги АС Пікіне та футбольний стадіон Аласай-Джиго на 4 тис. місць.

## Міжнародні відносини

### Міста-побратими
- Нантер, Франція
- Парма, Італія
- Мемфіс, США